# Golvanorhynchus
Golvanorhynchus is een geslacht in de taxonomische indeling van de haakwormen, ongewervelde en parasitaire wormen die meestal 1 tot 2 cm lang worden. De worm behoort tot de familie Diplosentidae. Golvanorhynchus werd in 1978 beschreven door D. Noronha, S. P. de Fabio & R. M. Pinto.